# Hôtel des Mille Collines
L'Hôtel des Mille Collines és un hotel situat a Kigali (Ruanda). En 1994 es va fer famós per acollir a 1.268 persones que buscaven protecció davant el genocidi de Ruanda. Els successos de llavors i la història del director del complex, Paul Rusesabagina, van servir de base per a la producció de la famosa pel·lícula de 2004 Hotel Rwanda.

## Història
L'aerolínia belga Sabena va construir l'Hôtel des Mille Collines en 1973 i n'era la propietària de l'hotel durant el conflicte. El [llavors] gerent Rusesabagina va haver de subornar a la milícia hutu Interahamwe amb diners (en Francs francesos) i alcohol perquè no matessin als refugiats, als quals també subministrava menjar i aigua.

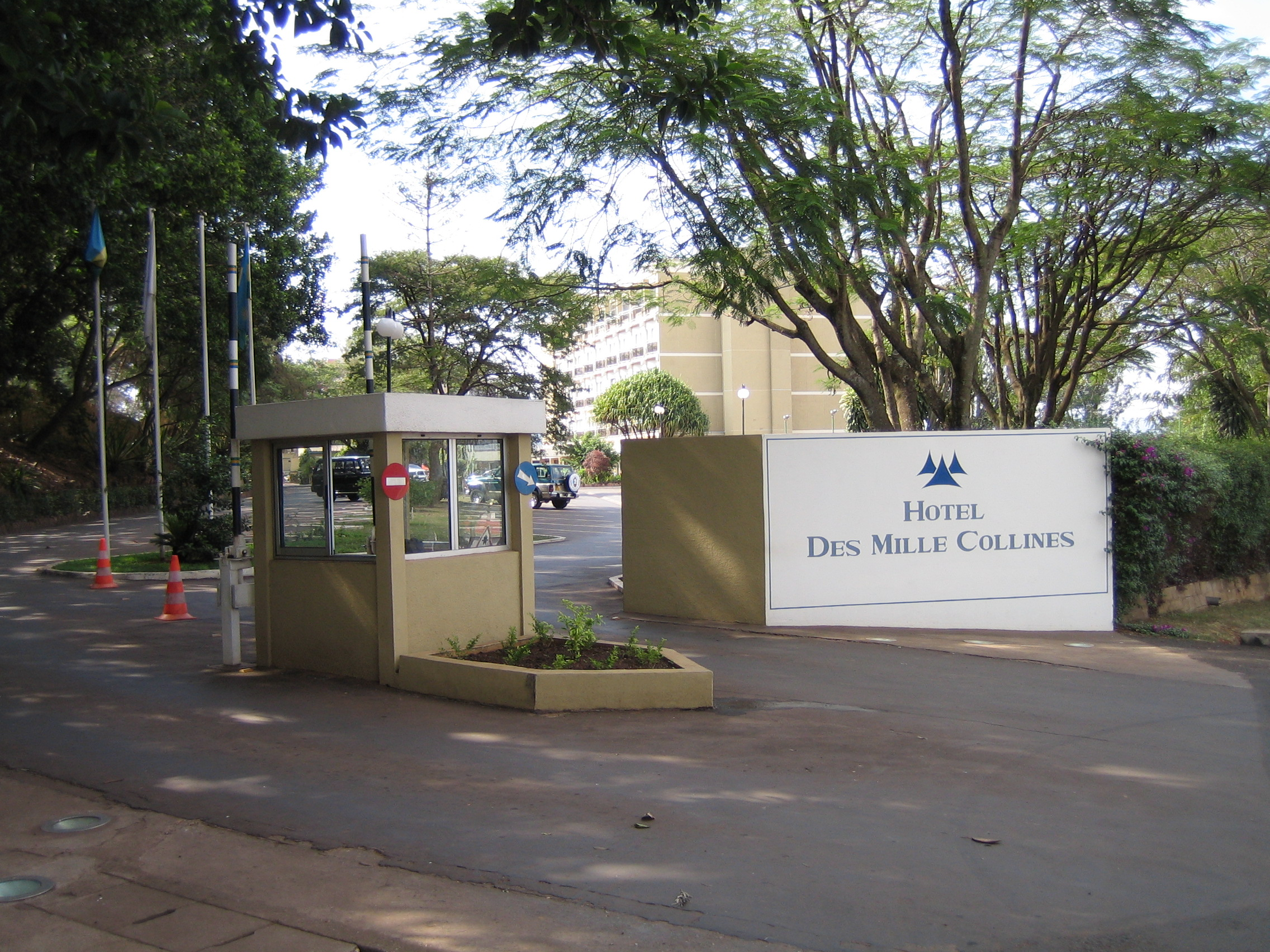
Entrada de l'hotel

Avui dia, l'hotel de quatre estels segueix obert. Disposa de 112 habitacions, bar i cafeteria, tres sales de conferències, restaurant, piscina i pista de tennis.
El 15 de setembre de 2005, la direcció de l'hotel va ser traspassada a Mikcor Hotels Rwanda per 3,2 milions de dòlars dels Estats Units (aprox. 1.800 milions RWF). Miko Rwayitare, director gerent del grup MIKCOR, va dir durant el trasllat realitzat a l'hotel el dijous 16, que el grup ara posseeix el 89% de l'hotel amb un 8,5% i un 2,5% de propietat del Rwanda Development Bank (BRD) i el govern de Ruanda, respectivament. Rwayitare també és el president executiu de Telecel International, una empresa de comunicacions. In April 2014, Mickor Investment Holdings Ltd va passar la gestió de l'hotel a Kempinski Hotels. i fou reanomenat Hôtel des Mille Collines per Kempinski. L'hotel va deixar la cadena Kempinski dos anys més tard, l'1 d'abril de 2016, i va recuperar el seu nom original.

## Adaptació cinematogràfica
El veritable hotel no va aparèixer en la pel·lícula, ja que la major part del rodatge va tenir lloc a Sud-àfrica. No obstant això va aparèixer un any després (2005) en el film d'HBO Sometimes in April i en 2007 en la pel·lícula canadenca Shake Hands with the Devil (ambdues rodades a Ruanda)